# NGC 5234
NGC 5234 este o galaxie lenticulară situată în constelația Centaurul. A fost descoperită în 6 iulie 1834 de către John Herschel. Se află la o distanță de 61,38 de megaparseci de Pământ.